# Jesús Hernández
Jesús Hernández Moreno (ur. 9 stycznia 2004 w Querétaro) – meksykański piłkarz występujący na pozycji napastnika, od 2025 roku zawodnik Dorados.